# 賽ドリル
『賽ドリル』（さいドリル）は、河内和泉による日本の漫画作品。『月刊ガンガンWING』（スクウェア・エニックス）で2006年5月号から2008年5月号まで連載されていた。全23話。単行本は全2巻。同時期に同誌で『機工魔術士-enchanter-』も連載しており、ダブル連載。シリアスな展開が続く『機工魔術士-enchanter-』とは異なり、どちらかといえばギャグテイストな内容。

## 作品概要
転落事故により脳死状態となり、恐山の賽の河原へ連れて来られた各務あずきと牧由直々の2人。現世に戻り中間テストを受ける為、地蔵菩薩であるサイノシンから与えられる課題をクリアしていく物語。

## 登場人物
各務あずき（かがみ あずき）
命/気位 生命力:4 筋力:3 知力:9 精神力:3 器用度:7 敏捷度:9 運:5
女子高校生。階段から落ちようとする牧由直々を助けようとして一緒に転落してしまい、脳死状態となる。中間テストを受ける為、現世に戻ろうと賽ドリルを受ける。作品内では主に突っ込み担当。一応は現代っ子だがいい男に弱かったりもする。また、ちょっとネタが古め。杏に見守られながら最後のドリルをクリアし、現世へと戻る。
牧由直々（まきよし なおなお）
命/記憶 生命力:9 筋力:2 知力:3 精神力:15 器用度:2 敏捷度:1 運:5
女子高校生。あずきの友人。提出するノートを忘れ、取りに帰ろうとした際にバランスを崩して階段から転落し脳死状態となる。あずきと同じく中間テストを受ける為、現世に戻ろうと賽ドリルを受ける。ケーキなどの誘惑に弱めでどちらかといえばボケ担当か。あずきと一緒に最後のドリルをクリアし、現世へと戻った。
東野杏（ひがしの あんず）
命/理知 生命力:0
15歳の中学生。脳死状態となった理由は今の所不明。小さい頃から病気で寝ていた為、その事に対して両親に迷惑をかけていたと思っており、賽ドリルをクリアして彼岸へと至り地蔵菩薩になろうとする。常に一歩引いた位置をキープしている秀才。出雲におけるサイノシンの会合によって認められ、晴れて地蔵菩薩となることが出来た。
伊条ヒデキ（いじょう ヒデキ）
命/芸能
ミュージシャン。脳死状態となった理由は今の所不明で現世に戻ろうと賽ドリルを受ける。好きだった子にラブレターを渡してもらう依頼をされたことから、この道を選んだ模様（ちなみにラブレターは渡した）。歌の感じはフォークに近く、詞の内容はもてない男の哀愁漂うものが多い。
松平遠之介（まつだいら とおのすけ）
命/頑然 生命力:7 筋力:10 知力:5 精神力:8 器用度:2 敏捷度:14 運:3
江戸初期生まれの15歳。葵という恋人に恋文を渡そうと馬で館に向かう際に落馬してしまい、脳死状態となる。その後、賽ドリルを受けるが自分の"命"が仇となり一度もクリアできずに400年も走り続けた。そのおかげで葵に先に浄土に行かれてしまう。
賽の神（さいのしん）
性別不詳。賽の河原を訪れた子供達に数々の課題を与え、様々な事を学ばせている。複数の賽の神が存在している。メインは恐山の賽の神でつかみどころが無くかなりのマイペース。
タイシン
恐山の賽の神と一緒にいるリス。喋ることができる。

## 用語
賽ドリル
正式名称賽の神ドリル。賽の神から与えられる課題をクリアすることで賽の河原での石積みと同等の行為となり、課題をクリアする毎に判が押されていく。そしてそれを集めることで現世に戻るか彼岸へと至るかを選択できるようになる。課題は弁当を渡すという簡単な物から1週間のサバイバルなど過酷なものまで種種色々あり、困った時に「唵訶訶訶 尾娑摩曳娑婆訶（おんかかか びさんまえいそわか）」と唱えると賽の神から多少の手助けが入る。

## 書誌情報
- 河内和泉 『賽ドリル』 スクウェア・エニックス〈ガンガンウイングコミックス〉、全2巻
  1. 2007年4月27日初版発行（2007年3月27日発売）、ISBN 978-4-7575-1975-6
  2. 2008年8月27日初版発行（2007年7月26日発売）、ISBN 978-4-7575-2336-4